# Cyrtolabulus suboscurus
Cyrtolabulus suboscurus är en stekelart som först beskrevs av Giordani Soika 1941.  Cyrtolabulus suboscurus ingår i släktet Cyrtolabulus och familjen Eumenidae. Inga underarter finns listade i Catalogue of Life.